# Сере, Жан-Никола
Жан-Никола Сере (Jean-Nicolas Céré, 1737—1810) — французский ботаник. Прадед писателя Сезар Базанкура.

## Биография
Был морским офицером. В 1759 году поселился на острове Св. Маврикия, называвшемся тогда Иль-де-Франс, где в 1775 году назначен был директором королевского сада. Ввёл там культуру пряных растений, посылал ростки на Антильские острова и в Гвиану. Между прочим Сере акклиматизировал на этом острове растения и деревья Америки, Индии и Китая и плоды и овощи Европы. В 1788 году напечатал «Sur la culture de diverses espèces de riz à l’île de France».